# Jirapan
Jirapan is een bestuurslaag in het regentschap Sragen van de provincie Midden-Java, Indonesië. Jirapan telt 5626 inwoners (volkstelling 2010).